# Wintercompetitie (hockey)
De wintercompetitie is een onderdeel van een hockeycompetitie, dat plaatsvindt van december tot februari, tijdens de zogenaamde winterstop.

## De wintercompetitie
Tijdens de wintercompetitie kunnen de teams gedurende 5 à 6 weekenden één wedstrijd per weekend hockeyen. Hierbij krijgt de technische staf achter elk team de keuze om een team op hetzelfde niveau, een niveau lager of een niveau hoger te laten spelen. Vaak is het zo dat teams die alles winnen in de reguliere competitie, een niveau hoger gaan spelen tijden de wintercompetitie. Teams die juist alles verliezen tijdens de reguliere competitie zullen vaak een niveau lager gaan spelen. Soms komt het voor dat de indeling deels is gebaseerd op de sterkte van het team en deels op de onderlinge afstand van de clubs. Dit komt in de praktijk het meeste voor bij teams die gedurende de competitie winnen én verliezen.

## Blessures
Tijdens de wintercompetitie is er meer kans op blessures. Dit is enerzijds te wijten aan het veld. Door opvriezing kunnen de kunstgrasvelden zo glad worden dat de spelers uitglijden. Ook de bal gaat dan veel sneller en dus harder. Maar ook verkeerde inschattingen qua kleding kunnen ervoor zorgen dat spelers koud in het veld staan, waardoor ze slechte controle hebben over de bal of zelfs onderkoeld kunnen raken. Het is daarom belangrijk om als coach altijd zicht te hebben over de situatie en misschien zelf besluiten om niet te spelen. Uiteindelijk wordt de coach toch als verantwoordelijk gezien wanneer er wat gebeurt.

## Dalende populariteit
Vanwege de veel voorkomende afgelaste wedstrijden vanwege sneeuwval of opvriezing van de velden gedurende de wintercompetitie kiezen steeds meer clubs om hun jonge jeugdteams (E tot C-jeugd) in de zaalcompetitie te laten deelnemen. Het grote voordeel daarvan is dat ze vrijwel zeker zijn van spelen.